# Echinaden (Mythologie)
Echinaden (altgriechisch Ἐχινάδες Echinádes) ist der Name von vier Nymphen der Griechischen Mythologie.
Die Echinaden waren der Überlieferung nach Töchter des Wahrsagers Echinos. Bei einem Opfer, bei dem sie zehn Stiere schlachteten und den Feldgöttern darbrachten, sollen sie den Flussgott Acheloos einzuladen vergessen haben, worauf dieser gewaltig anschwoll und sie ins Meer spülte, wo sie zur gleichnamigen Inselgruppe vor der Acheloosmündung wurden.